# Время Ляпунова
Время Ляпунова — время, за которое система приводится к полному хаосу. Определяется как число, обратное к наибольшей из экспонент Ляпунова системы. Названо в честь математика А. М. Ляпунова.

## Применение
Время Ляпунова отражает пределы предсказуемости системы. Оно определено как время, за которое расстояние между соседними траекториями системы возрастает в e раз. Иногда говорят о возрастании расстояния между траекториями в 2 или в 10 раз, имея при этом в виду потерю одного двоичного или десятичного разряда.
Понятие применяется во многих приложениях теории динамических систем, в особенности в небесной механике, где оно имеет большое значение для вопроса об устойчивости Солнечной системы. Эмпирические оценки времени Ляпунова часто рассматриваются как подверженные неопределённости.
Согласно И. Пригожину, «время Ляпунова позволяет нам ввести внутренний „масштаб времени“ для хаотических систем, то есть интервал времени, в течение которого выражение „две одинаковые“ системы, соответствующие одним и тем же начальным условиям, сохраняет смысл (допускает в определённой мере предсказание). После достаточно продолжительного по сравнению с временем Ляпунова периода эволюции, память о начальном состоянии системы полностью утрачивается: задание начального состояния не позволяет более определить траекторию».

## Примеры
Некоторые примеры оценок времени Ляпунова:
| Система                                  | Время Ляпунова    |
| ---------------------------------------- | ----------------- |
| Солнечная система                        | 5 млн лет         |
| Орбита Плутона                           | 20 млн лет        |
| Наклон оси вращения Марса                | 1-5 млн лет       |
| орбита (36) Аталанта                     | 4 тыс. лет        |
| Обращение Гипериона вокруг своей оси     | 36 дней           |
| Химические хаотические осцилляции        | 5,4 минуты        |
| Гидродинамические хаотические осцилляции | 2 секунды         |
| 1 см³ аргона при комнатной температуре   | 3,7×10−11 секунды |
| 1 см³ аргона в тройной точке             | 3,7×10−16 секунды |